# 陳可大
陳可大（1536年—？），字德周，號華濼，山東濟南府歷城縣人，竈籍，明朝政治人物。同進士出身。

## 生平
嘉靖四十三年（1564年）甲子科山東鄉試第六十一名舉人，四十四年（1565年）中式乙丑科會試第三百三名，三甲第一百四十名進士。刑部觀政，授寶應縣知縣，隆慶二年（1568年）二月調曲陽縣知縣，三年（1569年）十二月升揚州府同知，萬曆二年（1574年）十一月升南京工部郎中，五年（1577年）正月考察致仕。

## 家族
曾祖陳聰，壽官；祖父陳堂，省祭官；父陳嘉官，封同知。母趙氏，封宜人。兄陳可久（庠生），弟陳可立、陳可行、陳可仕、陳可任、陳可傳。